# Puente ferroviario de Alferrarede
El puente ferroviario de Alferrarede es un puente en la línea de la Beira Baixa sobre la Ribeira de Alferrarede, en Portugal. 

## Características
Este puente originalmente tenía una longitud de unos 20 metros. Transporta la línea de la Beira Baixa sobre la Ribeira de Alferrarede.

## Historia
Este puente fue parte del comienzo del tramo de la línea de la Beira Baixa entre Abrantes y Covilhã, que comenzó a construirse a fines de 1885 y comenzó a operar el 6 de septiembre de 1891, por la Compañía Real de los Caminos de Ferro Portugueses.